# Vuelta a Colombia 1953
La 3.ª edición de la competencia de ciclismo masculino en ruta Vuelta a Colombia se disputó en trece etapas entre el 19 de febrero y el 8 de marzo de 1953. Tuvo inicio en la capital del país Bogotá e igualmente finalizando en Bogotá pasando por los departamentos de Cundinamarca, Tolima, Viejo Caldas, Antioquia, Valle del Cauca y Huila.
El antioqueño Ramón Hoyos Vallejo del equipo de Antioquia se coronó campeón de la Vuelta con un tiempo de 76 h, 17 min y  5 s.

## Equipos participantes
Un total de 59 ciclistas representando un total de 13 ligas, tomaron la partida en la tercera Vuelta a Colombia:
| Equipo             | Categoría  |
| ------------------ | ---------- |
| Antioquia          | Aficionado |
| Bolívar            | Aficionado |
| Boyacá             | Aficionado |
| Caldas             | Aficionado |
| Cauca              | Aficionado |
| Cundinamarca       | Aficionado |
| Huila              | Aficionado |
| Meta               | Aficionado |
| Nariño             | Aficionado |
| Norte de Santander | Aficionado |
| Santander          | Aficionado |
| Tolima             | Aficionado |
| Valle              | Aficionado |

## Etapas
| Etapa      | Fecha         | Recorrido            |                        | Distancia (km)       | Ganador              | Líder                |
| ---------- | ------------- | -------------------- | ---------------------- | -------------------- | -------------------- | -------------------- |
| 1.ª etapa  | 19 de febrero | Bogotá - Honda       | Etapa de media montaña | 163                  | Efraín Forero        | Efraín Forero        |
| 2.ª etapa  | 20 de febrero | Honda - Fresno       | Etapa de media montaña | 41                   | Carlos Orejuela      | Efraín Forero        |
| 3.ª etapa  | 21 de febrero | Fresno - Manizales   | Etapa de alta montaña  | 100                  | José Beyaert         | Héctor Mesa Monsalve |
| 4.ª etapa  | 22 de febrero | Manizales - Aguadas  | Etapa con repechos     | 126                  | Ramón Hoyos Vallejo  | Ramón Hoyos Vallejo  |
| 5.ª etapa  | 23 de febrero | Aguadas - Medellín   | Etapa de media montaña | 127                  | Ramón Hoyos Vallejo  | Ramón Hoyos Vallejo  |
|            | 24 de febrero | Descanso en Medellín | Descanso en Medellín   | Descanso en Medellín | Descanso en Medellín | Descanso en Medellín |
| 6.ª etapa  | 25 de febrero | Medellín - Riosucio  | Etapa de media montaña | 169                  | Ramón Hoyos Vallejo  | Ramón Hoyos Vallejo  |
| 7.ª        | 26 de febrero | Riosucio - Pereira   | Etapa con repechos     | 124                  | Ramón Hoyos Vallejo  | Ramón Hoyos Vallejo  |
| 8.ª etapa  | 27 de febrero | Pereira - Sevilla    | Etapa con repechos     | 112                  | José Beyaert         | Ramón Hoyos Vallejo  |
| 9.ª etapa  | 28 de febrero | Sevilla - Cali       | Etapa con repechos     | 169                  | Óscar Oyola          | Ramón Hoyos Vallejo  |
|            | 1 de marzo    | Descanso en Cali     | Descanso en Cali       | Descanso en Cali     | Descanso en Cali     | Descanso en Cali     |
| 10.ª etapa | 2 de marzo    | Cali - Popayán       | Etapa con repechos     | 167                  | Ramón Hoyos Vallejo  | Ramón Hoyos Vallejo  |
| 11.ª etapa | 3 de marzo    | Popayán - La Plata   | Etapa de alta montaña  | 147                  | Ramón Hoyos Vallejo  | Ramón Hoyos Vallejo  |
| 12.ª etapa | 4 de marzo    | La Plata - Neiva     | Etapa con repechos     | 176                  | Ramón Hoyos Vallejo  | Ramón Hoyos Vallejo  |
| 13.ª etapa | 5 de marzo    | Saldaña - Ibagué     | Etapa de media montaña | 74                   | Octavio Echeverri    | Ramón Hoyos Vallejo  |
| 14.ª etapa | 6 de marzo    | Ibagué - Girardot    | Etapa con repechos     | 88                   | Héctor Mesa Monsalve | Ramón Hoyos Vallejo  |
|            | 7 de marzo    | Descanso en Girardot | Descanso en Girardot   | Descanso en Girardot | Descanso en Girardot | Descanso en Girardot |
| 15.ª etapa | 8 de marzo    | Girardot - Bogotá    | Etapa de media montaña | 140                  | Ramón Hoyos Vallejo  | Ramón Hoyos Vallejo  |

## Clasificaciones finales

### Clasificación general
Los diez primeros en la clasificación general final fueron:
| Clasificación general |                      |              |                   |
| Ciclista              | Ciclista             | Equipo       | Tiempo            |
| --------------------- | -------------------- | ------------ | ----------------- |
| 1.º                   | Ramón Hoyos Vallejo  | Antioquia    | 76 h 17 min 05 s  |
| 2.º                   | José Beyaert         | Valle        | + 1 h 16 min 17 s |
| 3.º                   | Héctor Mesa Monsalve | Antioquia    | + 1 h 55 min 41 s |
| 4.º                   | Efraín Forero        | Cundinamarca | + 2 h 43 min 29 s |
| 5.º                   | Justo Londoño        | Antioquia    | + 2 h 49 min 44 s |
| 6.º                   | Pedro Nel Gil        | Antioquia    | + 2 h 49 min 58 s |
| 7.º                   | Jorge Beyaert        | Valle        | + 3 h 54 min 00 s |
| 8.º                   | Octavio Echeverri    | Antioquia    | + 4 h 11 min 23 s |
| 9.º                   | Carlos Orejuela      | Huila        | + 5 h 06 min 59 s |
| 10.º                  | Saúl Palacio         | Antioquia    | + 5 h 43 min 59 s |

### Clasificación por equipos
| Clasificación por equipos |           |                    |
| Equipo                    | Equipo    | Tiempo             |
| ------------------------- | --------- | ------------------ |
| 1.º                       | Antioquia | 233 h 36 min 40 s  |
| 2.º                       | Valle     | + 10 h 56 min 47 s |
| 3.º                       | Huila     | + 31 h 42 min 01 s |